# Marek Tomaszycki

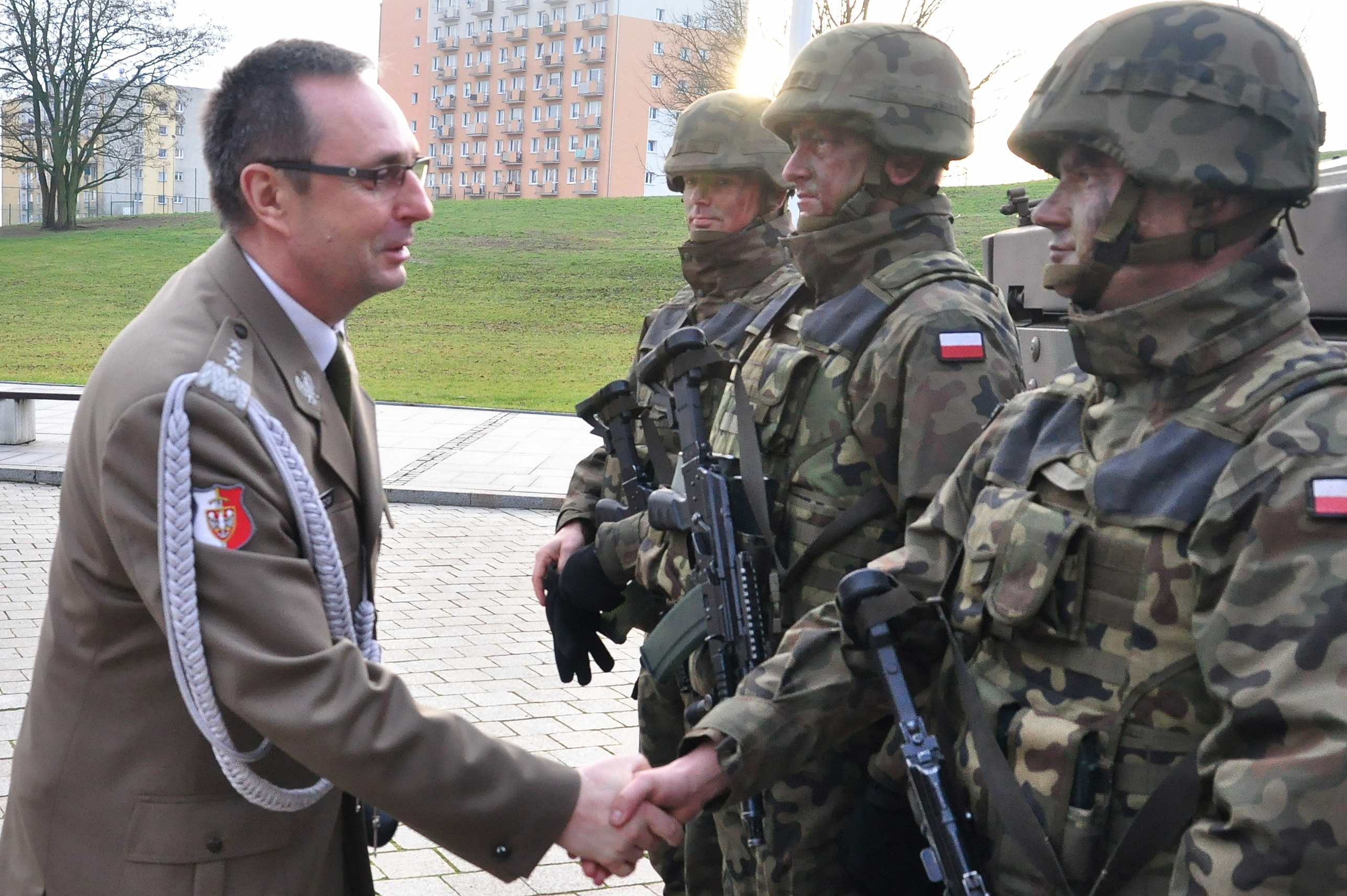
W rozmowie z żołnierzami

Marek Ziemowit Tomaszycki (ur. 28 stycznia 1958 w Napiwodzie) – generał broni Wojska Polskiego.

## Wykształcenie
Ukończył Wyższą Szkołę Oficerską Wojsk Zmechanizowanych we Wrocławiu (1981), Akademię Obrony Narodowej (1995), kurs operacyjno-taktyczny integracji z NATO w Akademii Obrony Narodowej (1999), podyplomowe studia operacyjno-strategiczne na tej samej uczelni (2003) oraz Studium Polityki Obronnej Akademii Wojennej Wojsk Lądowych w Carlisle Barracks w Stanach Zjednoczonych.

## Służba wojskowa
Służbę wojskową rozpoczął w 1981 jako dowódca plutonu piechoty w 32 Pułku Zmechanizowanym w Kołobrzegu. W późniejszych latach służył w 8 Brygadzie Zmechanizowanej i sztabie 8 Dywizji Ochrony Wybrzeża. W latach 1996–1999 pełnił funkcję szefa szkolenia – zastępcy dowódcy 36 Brygady Pancernej, a w latach 1999–2001 piastował stanowisko dowódcy 9 Brygady Kawalerii Pancernej. W ciągu kolejnych dwóch lat był szefem oddziału Rozpoznania i WRE 1 Korpusu Zmechanizowanego. Od lipca 2003 do lutego 2004 pełnił funkcję szefa Oddziału Szkolenia PKW Irak. Po zakończeniu misji wrócił na poprzednio zajmowane stanowisko.
W latach 2004–2005 dowodził 6 Brygadą Kawalerii Pancernej w Stargardzie. W 2006 został dowódcą 10 Brygady Kawalerii Pancernej w Świętoszowie. W tym samym roku został awansowany na stopień generała brygady. W marcu 2007 poleciał ze swoimi żołnierzami do Afganistanu, gdzie do listopada 2007 był dowódcą Polskiego Kontyngentu Wojskowego. W listopadzie 2007 został mianowany na stopień generała dywizji. Generał Tomaszycki przestał pełnić obowiązki dowódcy 10 Brygady Kawalerii Pancernej 8 stycznia 2008. Na początku 2008 został przeniesiony do rezerwy kadrowej MON przez ministra Bogdana Klicha – do czasu wyjaśnienia okoliczności związanych z prowadzonym przez prokuraturę wojskową śledztwem dotyczącym incydentu w Nangar Khel. W kwietniu 2008 Tomaszycki został przywrócony do czynnej służby, zostając Szefem Zarządu Szkolenia P–7 Sztabu Generalnego WP, na które wyznaczył go poprzedni minister Aleksander Szczygło. 9 lipca 2009 został dowódcą 12 Dywizji Zmechanizowanej w Szczecinie. W 2011 został wyznaczony na stanowisko szefa szkolenia Wojsk Lądowych. Postanowieniem z 23 kwietnia 2013 Prezydent RP Bronisław Komorowski wyznaczył go z dniem 20 maja 2013 na stanowisko Dowódcy Operacyjnego Sił Zbrojnych. 1 sierpnia 2013 został awansowany do stopnia generała broni.
17 grudnia 2013 w Belwederze Prezydent RP Bronisław Komorowski wręczył mu akt zwolnienia ze stanowiska Dowódcy Operacyjnego Sił Zbrojnych i jednocześnie akt mianowania z dniem 1 stycznia 2014 na stanowisko Dowódcy Operacyjnego Rodzajów Sił Zbrojnych.
20 czerwca 2015, na wniosek premier Ewy Kopacz, Prezydent RP Bronisław Komorowski wyznaczył generała broni Tomaszyckiego na kandydata, który w czasie wojny obejmie stanowisko Naczelnego Dowódcy Sił Zbrojnych. Z dniem 28 kwietnia 2017 roku zakończył zawodową służbę wojskową, przechodząc w stan spoczynku. Z dniem 29 lutego 2024 roku został rektorem Akademii Wojsk Lądowych.

## Awanse
- generał brygady – 11 listopada 2006[3]
- generał dywizji – 8 listopada 2007[4]
- generał broni – 1 sierpnia 2013[8].

## Ordery i odznaczenia
- Krzyż Komandorski Orderu Krzyża Wojskowego – 2007[15]
- Złoty Krzyż Zasługi – 2004[16]
- Wojskowy Krzyż Zasługi – 2013[17]
- Złoty Medal Za Długoletnią Służbę – 2012[18]
- Gwiazda Iraku
- Gwiazda Afganistanu
- Złoty Medal „Siły Zbrojne w Służbie Ojczyzny” – 2012[19]
- Srebrny Medal „Siły Zbrojne w Służbie Ojczyzny”
- Brązowy Medal „Siły Zbrojne w Służbie Ojczyzny”
- Złoty Medal „Za zasługi dla obronności kraju”
- Srebrny Medal „Za zasługi dla obronności kraju”
- Brązowy Medal „Za zasługi dla obronności kraju”
- Odznaka tytułu honorowego "Zasłużony Żołnierz RP" II Stopnia (Srebrna) – 2012[19]
- Szabla Honorowa Wojska Polskiego i list gratulacyjny – 2017[14]
- Odznaka pamiątkowa 10 BKPanc – 2006, ex officio
- Odznaka pamiątkowa 12 DZ – 2009, ex officio
- Odznaka pamiątkowa DOSZ
- Odznaka pamiątkowa DO RSZ
- Medal Pamiątkowy Wielonarodowej Dywizji Centrum-Południe w Iraku
- Odznaka pamiątkowa PKW KFOR – 2015[20]
- Medal „Pro Memoria” – 2007[21]
- Bronze Star – Stany Zjednoczone, 2007[22]
- Odznaka absolwenta United States Army War College – Stany Zjednoczone
- Medal NATO za misję ISAF